# Lidocain
Lidocain ist ein Arzneistoff zur örtlichen Betäubung (Lokalanästhetikum) vom Typ der Amide und ein Antiarrhythmikum der Klasse Ib der Vaughan/Williams-Klassifikation. Als Antiarrhythmikum wird es bei tachykarden (beschleunigter Puls) ventrikulären Herzrhythmusstörungen eingesetzt. Es steht auf der Liste der unentbehrlichen Arzneimittel der Weltgesundheitsorganisation.

## Geschichte
Lidocain war das erste Amino-Amid-Lokalanästhetikum und wurde durch die schwedischen Chemiker Nils Löfgren und Bengt Lundqvist im Jahre 1943 synthetisiert. Sie verkauften die Patentrechte des Lidocains an den schwedischen Pharmakonzern AstraZeneca. Weltweit eingesetzt wurde Lidocain ab 1947.

## Darstellung

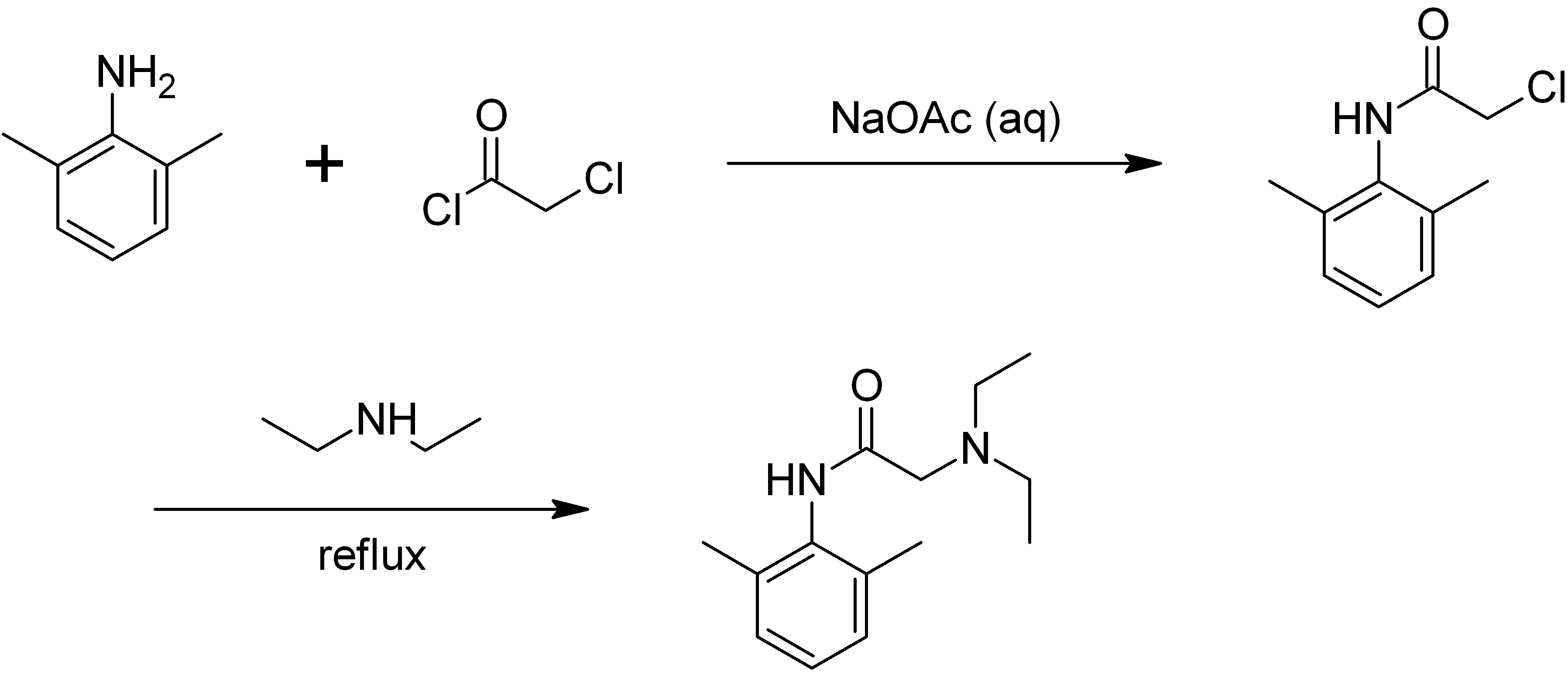
Synthese von Lidocain aus 2,6-Xylidin

Lidocain wird in mehreren Synthesestufen aus 2,6-Xylidin durch Umsetzung mit Chloressigsäurechlorid und Diethylamin dargestellt. Arzneilich verwendet wird häufig die Salzform Lidocainhydrochlorid.

## Wirkprinzip
Lidocain blockiert spannungsabhängige Natriumkanäle in den Zellmembranen der Nervenzelle. Lidocain setzt die Membranpermeabilität für Kationen, insbesondere für Natriumionen, in höheren Konzentrationen auch für Kaliumionen, herab. Dies führt konzentrationsabhängig zu einer verminderten Erregbarkeit der Nervenfaser, da der zur Ausbildung des Aktionspotenzials notwendige plötzliche Anstieg der Natriumpermeabilität verringert ist. Lidocain dringt vom Zellinneren in den geöffneten Na-Kanal der Zellmembran ein und blockiert durch Besetzung einer spezifischen Bindungsstelle dessen Leitfähigkeit. Wenn sensible Rezeptoren auf der Haut die Empfindung von Druck, Schmerz, Wärme, Kälte etc. an das Gehirn weiterleiten sollen, wird die Erregungsweiterleitung blockiert, da kein Natrium in die Nervenzelle einströmen kann und so die Entstehung eines Aktionspotentials erschwert wird. Lidocain wirkt bei der Injektion unter die Haut oder beim Auftragen als Salbe nur an den sich dort befindlichen Nervenzellen. Dünne Nervenfasern werden früher in ihrer Weiterleitung blockiert als dicke. Daraus ergibt sich folgende Reihenfolge des Empfindungsausfalls: Schmerz – Temperatur – Berührung – Druck. Als Letztes wird die Innervation der Muskeln, der Efferenzen, gehemmt; Efferenzen sind Nervfasern, die vom zentralen Nervensystem kommen und zum Beispiel Muskeln innervieren. Dadurch fällt die Motorik (Muskelbewegung) im Wirkbereich des Lidocains aus.
Ein weiteres Wirkprinzip ist die Hemmung der durch Staphylokokken-Toxin hervorgerufenen Entzündung der Haut bei atopischer Dermatitis, die in vitro nachgewiesen werden konnte.

## Analytik
Der zuverlässige qualitative und quantitative Nachweis von Lidocain in Körperflüssigkeiten gelingt nach angemessener Probenvorbereitung durch die Kopplung chromatographischer Verfahren, wie der HPLC oder der Gaschromatographie mit der Massenspektrometrie. Auch für forensische Fragen und in der Drogenkontrolle finden diese analytischen Methoden Verwendung. Ebenfalls in der Abwasseranalytik ist Lidocain ein Gegenstand der Forschung.

## Anwendungsgebiete

### Lokalanästhesie
Lidocain wird in der Human- und Veterinärmedizin als gut und schnell wirksames örtliches Betäubungsmittel häufig eingesetzt. Das Medikament ist in der Liste der unentbehrlichen Medikamente der WHO dreifach aufgeführt, was dessen Stellenwert verdeutlicht.
Hierzu wird Lidocain entweder in das Gewebe eingespritzt (Infiltrationsanästhesie), um so ein kleineres Areal zu betäuben, wie es für die Naht einer Platzwunde oder ähnliche kleinere Eingriffe notwendig ist. Alternativ wird es in den Bereich eines Nervs gespritzt, um so dessen Versorgungsgebiet zu betäuben (Leitungsanästhesie). Das Medikament sollte ein bis drei Minuten einwirken, dann ist eine ausreichende Lokalanästhesie gegeben. Die Wirkdauer ist dosisabhängig und beträgt ein bis drei Stunden.
Da Lidocain gut über die Schleimhaut aufgenommen wird, gibt es diesen Wirkstoff in Form von Sprays oder Salben für die Oberflächenanästhesie.
Durch die Kombination von Lidocain mit dem Anästhetikum Prilocain im Verhältnis 1:1 entsteht ein eutektisches Gemisch („Eutectic Mixture of Local Anesthetic“, EMLA), das bei Hauttemperatur flüssig ist und eine gute Penetration in die Haut aufweist. Die Mischung wird als Wirkstoff in der Oberflächenanästhesie der Haut eingesetzt. Ebenso wird eine eutektische Mischung mit Tetracain verwendet (Pliaglis). Eine weitere pharmazeutische Entwicklung ist die liposomale Verkapselung von Lidocain (LMX4), die seit 1998 therapeutisch verfügbar ist. Diese Formulierungsform soll sich günstig auf die Anwendungseigenschaften auswirken, da die Einwirkdauer auf der Haut verkürzt, die Wirkdauer verlängert und Nebenwirkungen verringert sein sollen.
Ferner ist Lidocain Wirkstoff in Sprays und Gleitmitteln zur Erleichterung der endotrachealen Intubation und des Einlegens eines Blasenkatheters.
Lidocain ist für die parenterale Anwendung, bis auf wenige Ausnahmen, verschreibungspflichtig, ebenso für die Anwendung am Auge und am äußeren Gehörgang. Für die subkutane bzw. intramuskuläre Regionalanästhesie in der Geburtshilfe (Durchführung von Dammschnitten, Naht von Dammschnitten und -rissen) darf Lidocain in Deutschland in beschränkter Dosis und in Konzentrationen bis 1 % ohne ärztliche Verschreibung an Hebammen und Entbindungspfleger abgegeben werden.
Seit 2007 ist Lidocain in verschiedenen europäischen Ländern in Form eines transdermalen Pflasters mit fünf Gewichtsprozent Lidocain erhältlich, das unter dem Handelsnamen Versatis zur Behandlung neuropathischer Schmerzen nach Herpes-Zoster-Infektion zugelassen ist.
Im Rahmen von größeren bauchchirurgischen Eingriffen führt intravenöses Lidocain zu geringeren Schmerzen, weniger Übelkeit und besserer Darmfunktion. Neben der Unterdrückung von Schmerzreizen im OP-Gebiet wird auch eine hemmende Wirkung auf Granulozyten für diese Wirkung verantwortlich gemacht. Deshalb kann intravenös verabreichtes Lidocain für bestimmte Operationen eingesetzt werden, sofern ein Periduralkatheter, der den Goldstandard bildet, nicht vorhanden ist. Dieser Off-Label-Einsatz benötigt vor der OP die Einwilligung des Patienten. Die Dosierungsschemata beginnen meist mit einer initialen Kurzinfusion von 1,5 mg/kg gefolgt von einer Dauerinfusion von 1,5 mg/kg/h während der OP und einer postoperativen Dosis von 1,33 mg/kg/h für ca. 4 Stunden.

### Lokalanästhesie in der Zahnmedizin
Lidocain ist das von Zahnärzten am häufigsten eingesetzte Mittel zur örtlichen Betäubung. Es hat eine geringe Rate an unerwünschten Wirkungen sowie ein geringes Allergiepotential. Es kann Epinephrin (Adrenalin) zugesetzt werden, welches die Wirkungsdauer des Lidocains verlängert. Dies geschieht durch eine durch das Epinephrin eintretende Gefäßverengung, wodurch ein langsamerer Abtransport in die Blutbahn des Patienten erfolgt.

### Kontrolle von vorzeitiger Ejakulation
In Form von Salben, Sprays oder Cremes steht Lidocain Männern zur Unterdrückung eines vorzeitigen Samenergusses zur Verfügung. Die lidocainhaltigen „Langzeitsalben“ beziehungsweise „Verzögerungscremes“ oder „Verzögerungs-Sprühlösungen“ sind rezeptfrei erhältlich und werden bei zurückgezogener Vorhaut dünn auf die Eichel aufgetragen. Je nach Dosierung setzt Lidocain häufig erst nach 30 Minuten die Empfindungsfähigkeit der Eichel herab und kann über 60 Minuten wirken.

### Antiarrhythmikum
Lidocain verlangsamt die Erregungsausbreitung im Herzmuskel zwischen His-Bündel und Purkinje-Fasern und wirkt so stabilisierend auf den Herzrhythmus. Als Klasse Ib-Antiarrhythmikum unterdrückt es Herzrhythmusstörungen, die ihren Ursprung in den Herzkammern haben (ventrikuläre Extrasystolen/Tachykardie) und wird vorwiegend bei tachykarden Herzrhythmusstörungen angewendet. Der früher häufige Gebrauch als intravenöse (seltener auch endobronchial appliziertes) Notfallmedikament ist inzwischen sehr stark zurückgegangen, da Lidocain seinerseits Herzrhythmusstörungen erzeugen und die Kontraktionskraft des Herzens einschränken kann (negativ inotrope Wirkung).
Lidocain sollte als (Ib-)Antiarrhythmikum intravenös verabreicht werden. Die erste Dosis (1 bis 1,5 mg/kg) wird als „Bolus“ verabreicht, danach sollte Lidocain kontinuierlich in einer Infusion oder durch eine Spritzenpumpe (1 bis 5 mg/min) gegeben werden. Indiziert ist es bei ventrikulären Herzrhythmusstörungen aller Art, auch bei Vergiftungen mit Antidepressiva oder Glykosiden und einer Torsade de pointes-Tachykardie. Vor Eingriffen, die Irritationen am Herzmuskel bewirken (z. B. Ablation oder Koronarangiographie), kann Lidocain präventiv gegeben werden, um das Risiko des Auftretens ventrikulärer Herzrhythmusstörungen zu vermindern.
Bei einem AV-Block Grad II darf Lidocain nicht gegeben werden. Auch Herzinsuffizienz oder Hypotonie stellen Kontraindikationen dar, da Lidocain – wie andere Antiarrhythmika – ebenfalls einen negativ inotropen Effekt besitzt.
Lidocain verlangsamt den steilen Anstieg des Aktionspotentials der Herzmuskelzelle, welcher durch den raschen Einstrom von Natrium in die Herzmuskelzelle erfolgt. Wie an Nervenzellen auch, hemmt Lidocain die Natriumkanäle am Herzmuskel, und der Einstrom des Natriums in die Herzmuskelzelle bei einer Erregung verlangsamt sich.
Die Bindung des Lidocain an einen Natriumkanal und dessen Beeinflussung ist nur dann möglich, wenn der Natriumkanal im geöffneten oder inaktivierten Zustand ist – also während oder am Ende einer Herzaktion. Wenn der Natriumkanal geschlossen ist, d. h. in der Ruhephase, dissoziiert das Lidocain allmählich vom Natriumkanal ab. Während dieser Periode zwischen zwei Aktionspotentialen nimmt die hemmende Wirkung des Lidocains daher konstant ab. Deshalb ist die hemmende Wirkung des Lidocains von der Herzfrequenz abhängig (use-dependence block).
Bei hoher Herzfrequenz dissoziiert Lidocain nur zum Teil vom Natriumkanal ab, bis bereits ein neues Aktionspotential entsteht. Bei einer langsamen Herzfrequenz hat das Lidocain zwischen zwei Aktionspotentialen genug Zeit, um sich vollständig vom Natriumkanal zu dissoziieren. Dadurch wirkt die Verlangsamung des Aktionspotentials bei einer niedrigen Herzfrequenz weniger gut bis überhaupt nicht, während die Wirkung auf die Natriumkanäle bei hohen Herzfrequenzen stark ausgeprägt ist. Dies ist ein entscheidender Vorteil bei der Behandlung von tachykarden Herzrhythmusstörungen mit Lidocain.
Ein anderer Vorteil besteht darin, dass Lidocain fast nur an bereits geschädigten Herzmuskelzellen wirken kann, da diese bereits „vordepolarisiert“ sind und die Ruhephase, in der das Lidocain nicht an den Natriumkanal binden kann, verkürzt ist, obwohl die Zeit zwischen den Aktionspotentialen nicht verkürzt sein muss.

### Cluster-Kopfschmerz
Zur Behandlung der akuten Cluster-Kopfschmerzattacke wird Lidocain in die Nasenöffnung der betroffenen Kopfschmerzseite gegeben. Eine andere Verwendung ist die Injektion von Lidocain in die Nähe einer Nervenbahn, um eine Nervenblockade zu bewirken. Die nasale Anwendung von 1 ml 4 bis 10%iger Lidocain-Lösung kann innerhalb von Minuten zu einer Attackenkupierung führen. Der vermutete Wirkmechanismus ist eine Betäubung der Nervenbahnen im Bereich der Flügelgaumengrube (Fossa pterygopalatina).

### Experimentelle Anwendungsgebiete
Lidocain wurde in mehreren Untersuchungen für eine Behandlung von chronischem und akutem Tinnitus getestet. Einige Studien erzielten dabei zwar nennenswerte Erfolgsquoten, doch eine 1997 durchgeführte klinische Studie mit 77 Teilnehmern konnte einen nennenswerten Effekt gegenüber Placebos erst unter toxischen Konzentrationen feststellen. Wegen der nicht unerheblichen Nebenwirkungen und der zu hohen notwendigen Dosis wurde der Stoff für dieses Anwendungsgebiet weitestgehend verworfen.

## Kontraindikationen
Wenn dem Lidocain Methyl-4-hydroxybenzoat als Konservierungsmittel zugesetzt ist, darf es bei einer intrathekalen, intracisternalen oder einer intra- oder retrobulbären Injektion nicht angewendet werden.
Außerdem darf Lidocain nicht angewendet werden:
- bei schweren Störungen des Herz-Reizleitungssystems,
- bei akut dekompensierter Herzinsuffizienz,
- bei kardiogenem oder hypovolämischen Schock,
- bei bekannten Allergien auf die Bestandteile

## Unerwünschte Wirkungen
Wie alle Lokalanästhetika kann Lidocain die typischen Nebenwirkungen und (bei Überdosierung) Vergiftungserscheinungen erzeugen; dazu gehören Wirkungen im Bereich des zentralen Nervensystems (wie beispielsweise Unruhe, Krampfanfälle u. a.), des Herzens (Rhythmusstörungen), Blutdruckabfall und allergische Reaktionen.

## Vorsichtsmaßnahmen
Bei Patienten mit reduziertem Allgemeinzustand beziehungsweise veränderter Plasmaeiweißbindung (beispielsweise Niereninsuffizienz, Leberinsuffizienz, Karzinomerkrankungen, Schwangerschaft) müssen grundsätzlich kleinere Dosen angewendet werden. Beim Melkersson-Rosenthal-Syndrom können allergische und toxische Reaktionen des Nervensystems vermehrt auftreten. Bei Patienten mit Zeichen einer Herzinsuffizienz oder klinisch relevanten Störungen der kardialen Erregungsbildung und -ausbreitung ist die Dosis zu reduzieren. Vorsicht ist geboten bei Myasthenia gravis und bei Patienten mit partiellem oder komplettem Herzblock.

## Handelsnamen (Auswahl)
Lidocain ist als Monopräparat und Kombinationspräparat erhältlich.

### Monopräparate
Dynexan (D, A, CH), Kenergon (CH), Licain (D), Acoin (D), LidoPosterine (D), Lignocaine (D), Posterisan akut (D), Sedagul (CH), Solarcaine (CH), Trachisan (D), Versatis (D), Xylocain (D, A, CH), Xylocitin-loc (D), Xyloneural (CH, A) zahlreiche Generika (D, CH)

### Kombinationspräparate
Anaesthecomp (D), Anginazol (CH), Dentinox (D, A), Doloproct (D), Doxiproct (CH), Emla (D, A), Faktu akut (D), Fenipic (CH), Instillagel (D, A), Kamistad (D), Lemocin (D, A, CH), Lidocain/Prilocain Plethora (EU), LMX4 (UK), Locastad (D), Neo-angin (CH), Parodontal (D), Pliaglis (D), Procto Synalar (CH), Rapydan (A), Sangerol (CH), Toxavit (D), Wick Sulagil (D),